# Baringin Jaya
Baringin Jaya is een bestuurslaag in het regentschap Mandailing Natal van de provincie Noord-Sumatra, Indonesië. Baringin Jaya telt 654 inwoners (volkstelling 2010).